# Jammed
Jammed è il sedicesimo album in studio del gruppo musicale australiano The Church, pubblicato nel 2004.

## Tracce
1. The Sexual Act - 38:44 (instrumental)
2. Interlock - 20:00 (instrumental)

## Formazione
- Steve Kilbey – basso
- Peter Koppes – chitarra
- Tim Powles – batteria, percussioni
- Marty Willson-Piper – chitarra